# Leopold von Werner
Leopold Friedrich Wilhelm von Werner (* 24. Januar 1867 in Darmstadt; † 25. November 1951 ebenda) war Kreisrat und Kreisdirektor in verschiedenen Kreisen des Großherzogtums und späteren Volksstaats Hessen.

## Familie
Seine Eltern waren Karl von Werner (1833–1898), Oberzeremonienmeister und Geheimer Staatsrat, und dessen Frau, Marie, geborene Freiin Schäffer von Bernstein. Leopold von Werner blieb unverheiratet.

## Karriere
Leopold von Werner studierte Rechtswissenschaft an der Universität Gießen und war anschließend Gerichtsakzessist. 1896 erhielt er eine besoldete Stelle als Amtmann im Kreis Heppenheim. 1898 wechselte er als Ministerialsekretär in das Ministerium des Innern nach Darmstadt und 1903 war er wieder Kreisamtmann, diesmal beim Kreis Darmstadt. 1905 wurde er Regierungsrat. 1911 arbeitete er bei der Direktion der Provinz Starkenburg, die personell und strukturell eng mit dem Kreisamt Darmstadt verbunden war, dessen zweiter Beamter er wurde. 1913 erfolgte die Ernennung zum Kreisrat des Kreises Lauterbach, 1917 zum Kreisdirektor. 1923 wechselte er mit gleicher Funktion und gleichem Titel in den Kreis Erbach, wo er 1932 in den Ruhestand versetzt wurde.

## Weitere Engagements
- 1890 Hofjunker
- 1897 Kammerjunker
- 1901 Kammerherr

## Ehrungen
- 1903 Russischer Sankt-Stanislaus-Orden II. Klasse
- 1909 Kommandeurkreuz II. Klasse des badischen Ordens vom Zähringer Löwen
- 1913 Ritterkreuz I. Klasse des Verdienstordens Philipps des Großmütigen[1]
- 1916 Dienstehrenzeichen für 25 Jahre Hofdienst in Gold